# 宋楚望
宋楚望（？—？），湖北当阳人。清朝官员。
雍正七年（1729年）己酉科湖北乡试解元。雍正十一年（1733年）癸丑科进士。授江苏句容县知县，调丹徒县，正值当地饥荒，宋楚望尽力赈济灾民。调太仓直隶州，修筑海塘六十余里。累迁松江府、常州府知府，升淮徐兵备道。休致后卒于家。